# نودولق
نودولق، روستایی در دهستان گاوینه‌رود بخش صومعه شهرستان ترکمانچای در استان آذربایجان شرقی ایران است.

## جمعیت
بر پایه سرشماری عمومی نفوس و مسکن در سال ۱۳۹۵، جمعیت این روستا برابر با ۱۳۳ نفر (۵۱ خانوار) بوده است.